# NRJ Morgon
NRJ Morgon, tidigare VAKNA! med NRJ och VAKNA! med The Voice, är ett morgonprogram som sänds på NRJ varje vardagsmorgon. Mellan augusti 2007 och oktober 2013 samsändes programmet i Kanal 5. Målgruppen är i första hand unga vuxna mellan 20 och 44 år. Programmet hade premiär i augusti 2007 på radiokanalen The Voice, därav originaltiteln och flyttades sedan över till NRJ i januari 2013.
Från början ledde Johan Engberg och Özz Nûjen en kortlivad version av programmet, för att sedan bytas ut till Jakob Öqvist, Josefin Crafoord och Paul Haukka. En trio som under 3,5 år gjorde programmet till en framgång i Kanal 5 och ett stående inslag i kanalens dagtablå. Våren 2011 slutade Paul Haukka för att göra ett nytt program på SBS-nätverket Mix Megapol och ersattes med Martin Björk. Även Crafoord slutade en kortare tid därefter i programmet och ersattes då av bloggaren Izabella Fröberg. Under 2011 och 2012 försämrades tittarsiffrorna kraftigt i Kanal 5 och under 2013 lades TV-versionen ner efter upprepade försök att få tillbaka de forna tittarsiffrorna. 
Björk, Öqvist och Fröbergs kontrakt förnyades inte och ersattes efter nyåret 2013 av konstellationen som tidigare lett Rix Morronzoo (Roger Nordin, Titti Schultz och Ola Lustig). I augusti 2013 meddelade SBS, som äger både radiokanalen och Kanal 5, att programmet skulle läggas ner i sin nuvarande version till årsskiftet 2013/14, och sedan ersättas med en ny programledartrio våren 2014. Det visade att enda förändringen var en ny programledarkonstellation. Ola Lustig blev ankare och till en början med Ellen Bergström vid hans sida som sen byttes ut mot Malin Gramer. Carin da Silva och Happy Jankell gjorde vissa inhopp som vikarier i glappet mellan Ellen Bergström och Malin Gramer. Daniel Paris och Farao Groth var också återkommande profiler i programmet. Våren 2019 ersatte Klara Doktorow och blev programledare med Martin Björk och Messiah Hallberg.
I början av 2023 så anslöt även Sofia Wistam som fast programledare för NRJ Morgon. Under våran 2023 så presenterades Anis Don Demina som ny programledare för NRJ Morgon. Under hösten 2024 lämnade Lotta Möller programet och flyttar tillbaka till Rix Morronzoo.
Innehållet i programmet bygger till största del på programledarnas personligheter vilka uttrycker sig genom personernas berättelser och åsikter i olika frågor. Prat om aktuella händelser och företeelser blandas med aktuella gäster, som artister, skådespelare och komiker och aktuell toppliste musik.

## Historia
Radionätverket The Voice gjorde ett testprogram som gick under namnet "Vakna med Özz och Svengberg" som leddes av komikern Özz Nûjen och DJ:n Johan Engberg. Den nuvarande programledaren Jakob Öqvist gästade programmet ett flertal gånger. "Vakna med Özz och Svengberg" sändes för första gången den 2 oktober 2006 och lades ner den 16 mars 2007.
Den 20 augusti 2007 återkom programmet i radio, men hade då bytt namn till "Vakna med The Voice" och som ett permanent TV-program i morgontablån. Programmet började sändas i TV på Kanal 5 den 27 augusti, dvs. en vecka efter att radioversionen börjat sända. Programledare för den nya TV och radio kombinationen var Paul Haukka, Jakob Öqvist och Josefin Crafoord, där Haukka var ankaret, skötte mixerbordet och var producent. Denna programkonstellation fanns framgångsrikt kvar ända till februari 2011, då Haukka slutade och ersattes av Martin Björk. Senare samma år slutade även Kjell Eriksson , känd som "redaktörn" och i februari 2012 valde även Crafoord att gå. Efter att Craforod slutat fanns det från början ingen direkt ersättare för henne, vilket gjorde att Björk och Öqvist höll i programmet själva eller med varierande vikarer. Samtidigt som tittarsiffrorna svajade. I mars 2012 blev bloggaren Izabella Fröberg den som permanent tog över rollen som tredje programledare. Under perioder, då programledarna varit sjuka eller på semester, har vikarier funnits tillgängliga, oftast olika kändisar.
Kanal 5 hade under många års tid sänt barnprogram på morgnarna, men valde i och med utgången av 2007 att sluta med dessa. Orsaken var att kanalen mer ville fokusera på sin kärnmålgrupp, 15–24-åringar, och då passade inte barnprogram längre in i tablån. Redan i augusti 2007 när VAKNA! med The Voice började sändas hade tiden för barnprogram reducerats till trettio minuter, och på nyårsafton 2007 blev det sista morgonen som Kanal 5 sände barnprogram.
Även konkurrenten Rix FM och deras Rix MorronZoo valde sommaren 2008 att på testbasis lansera en kopia av Kanal 5:s sändning. Programmet som visades i TV6 upphörde dock i mitten av december 2008 i avsaknad av en sponsor som betalade för produktionen. Den 5 mars 2012 återkom dock Rix MorronZoo igen i TV, denna gång på TV3 istället för på TV6. Från augusti 2011 sände Kanal 5 Morgongänget istället för Vakna med NRJ
Från och med den 7 januari 2013 bytte programmet namn till VAKNA! med NRJ då man bytte sändningsstation från The Voice till NRJ. Programmet sändes då fortfarande på Kanal 5 men med detta nya namn. Anledningen till namn- och kanalbytet var att man med NRJ når regioner utanför Stockholm, något som radiostationen The Voice inte kan. Den första nya sändningsveckan sändes bara i radio, därefter övergick sändningarna till både radio och TV.
Den 22 augusti 2013 meddelade SBS Discovery, som äger både NRJ och Kanal 5, att man från årsskiftet 2013/14 lägger ned programmet med de nuvarande programledarna. Samtidigt kom nyheten att Kanal 5 med nästan omedelbar verkan lägger ner TV-versionen av Vakna! efter kraftigt vikande tittarsiffror de senaste säsongerna. Efter att den nuvarande versionen lagts ner kom trion Titti Schultz, Roger Nordin och Ola Lustig, som tidigare ledde morgonprogrammet Rix Morronzoo, att ta över Vakna med NRJ:s morgnar. I oktober 2013 slutade man att sända TV-versionen av Vakna med NRJ. Efter nyåret 2013 återkom programmet med skillnaden att man nu hade nya programledare som tidigare hörts på Rix FM.

### Stormar kring programmet
I slutet av april 2013 fick de tre programledarna kritik av bl.a. kvällstidningar men även av sina radio- och TV-lyssnare, efter en busringning de hade gjort i en sändning. Busringningen skedde i samband med att musikern Justin Bieber var i Stockholm för att spela ett antal konserter. Det hela gick ut på att programledarna ringde upp en ung tjej som var ett fan till Bieber och lyckades lurade i henne att hon hade vunnit biljetter till hans konsert samt signering och ett exklusivt möte med honom. Efter detta sade de att allt bara var på skoj, varpå tjejen blev oerhört ledsen och samtalet avslutades. 
Samtalet väckte stark kritik från programmets lyssnare och tittare. Busringningen, som sedan lades ut på sajten Youtube, fick över 135 000 visningar på några dagar. Efter ett antal dagar gick programledarna för programmet ut och meddelade att själva busringningen var fejkad och att den unga kvinna som hade ringts upp i verkligheten arbetade för programmet som kameraman.

## Om programmet

### Sändningar i två medier
Vid starten i augusti 2007 valde man att sända programmet i två medier: både i radiokanalen The Voice och på Kanal 5. Eftersom det också TV-sändes byggde man upp en TV-studio där programledarna fick befinna sig. Inredningen i studion hade för tv-sändningens skull gjorts om med kulisser, flera tv-skärmar och dekorationer. Studion ligger i DN-huset i Stockholm där man ingår i radioföretaget SBS Radio och delar lokaler med systerstationerna Mix Megapol, Rockklassiker, Radio 107,5 och Vinyl 107,1. Under perioder från 2011 visades Vakna! inte längre över Göteborgsregionen, istället sändes Morgongänget. TV-sändningarna av Morgongänget upphörde i oktober 2013 då programmet efter det lades ned.
TV-sändningarna var flera timmar kortare än radiosändningen. Från det att programmet började sändas i augusti 2007 har man årligen sänt programmet varje höst och vår, med uppehåll mellan jul och nyår samt över sommaren. Den stora skillnaden mellan radio- och TV-sändningarna var att radion alltid sände någon vecka mer än vad TV gjorde innan uppehållet. Kanalen har gjorts tillgänglig via en officiell fan-sida på Facebook, så att man kan lyssna på den världen över.  
Innehållet i programmet varierar mellan intervjuer med olika ditbjudna gäster och programledarnas egna åsikter i olika frågor. I radioversionen varvas samtal och intervjuer med musik, reklam och nyheter. När TV-sändningarna pågick visades istället repriser av det bästa från dagen innan eller veckan före. Fram till TV-sändningarna upphörde i oktober 2013 lades klipp från programmet upp på programmets officiella Youtube-kanal. Ca en månad efter att TV-sändningarna upphörde började man lägga upp klipp igen, men nu var de filmade med endast en kamera från en vinkel och dessutom var studion i princip nedsläckt. Även i TV-sändningarna var det reklampauser även om de inte inträffade samtidigt som för radiolyssnarna. En paus i TV var på ca fem till sju minuter.

### Inslag
Programmen brukar ha ett fast inslag varje dag och en eller flera gäster som dyka upp i programmet. Under årens lopp har programmet haft besök av alltifrån musiker som Kesha, Cher Lloyd och Flo-Rida till statsminister Fredrik Reinfeldt. Gästen brukar oftast vara aktuell med något såsom medverkan i en film, har precis släppt en låt eller skrivit en bok och så vidare. Under många år använder man sig av samma fasta gäster såsom dejtingexperter, skvallerjournalister, bloggare och andra tyckare.
Mellan gästbesöken håller de tre programledarna i ordningen där de diskuterar och pratar om aktuella händelser som både har hänt de själva men även andra större nyheter i olika genrer. Även programledarna har vissa fasta punkter såsom att någon får lista tre saker om något. Under vissa tider utfördes en så kallad "Rapattack" varje fredag där Jakob Öqvist tillsammans med en man som gick under pseudonymen "Jingelmannen" sjöng en låt riktad mot någon eller något. 
Komikern Kodjo Akolor gjorde under en period dagliga inslag i direktsändning från olika platser i Stockholmstrakten i TV-versionen av Vakna!. Inslagen slutade när Kodjo köptes över till konkurrenten P3 för att leda deras morgonprogram Morgonpasset. 

### Spellista
Den musik som spelas i radioversionen är aktuell musik med fokus på Hiphop och R&B efter radiostationens inriktning. Även i TV-versionen hände det att det spelades upp musik i fokus på musikvideor, vilket under årens lopp minskade dramatiskt på höga visningskostnader.

### TV-vinjetter
Programmet har haft många olika typer av vinjetter under sändningsåren, som dock har liknat varandra ganska mycket. Från 2007 till 2011 föreställde vinjetterna de tre programledarna i olika situationer, samtidigt som en mansröst eller kvinnoröst sa olika meningar. Några olika meningar som har sagts genom åren är bland annat: "Vakna med The Voice - The Voice of Hip Hop and R&B" (och tvärtom), "The Voice, Vakna med The Voice, The Voice", "Vakna med The Voice - The Voice", "Wake up!, Wake up! - The Voice Wake up! - Vakna med The Voice - Wake your ass up ye! - The Voice". Imed att Paul Haukka 2011 slutade som programledare för The Voice byttes hans röst i vinjetten ut mot en kvinnoröst som säger: "Live i Kanal5 och på radion - Vakna med The Voice!". Inga programledare syntes utan det var bara bakgrunden och The Voice-loggan. 
I februari 2011 gjordes det helt nya vinjetter. Vinjetterna var i färgerna röd, grön och blå och var cirka åtta sekunder långa. I vinjetterna syntess moln, hjärtan, kugghjul, klockor, flygande elefanter, får, robotar och gökur. Det vanligaste som sades i vinjetterna var Det här är/Du tittar på Vakna med The Voice - Live i Kanal5 och på radion - Stockholms bästa hits non stop, vilket sades av en kvinnoröst.
Efter radiokanalsbytet i januari 2013 byttes vinjetterna ut mot NRJ-vinjetter, där kvinnorösten byttes ut mot mansrösten. Denna röst sa ungefär samma sak som tidigare, dock i ett lugnare tempo.

### Studion
Den radiostudio som programledarna befinner sig i har under årens lopp skiftat i sin inredning. Eftersom programmet även sändes i TV valde man att ha en ordentlig TV-studio med tv-skärmar i bakgrunden och ett stort bord i mitten där programledarna och deras gäster står vid. Från starten och fram till 2011 hade man en dekor som gick i rött och svart, som även fanns med i vinjetten. Till sommaren 2011 gjordes dekoren om och man fick istället en mer blåröd färg i studion. Flera av TV-skärmarna togs bort till förmån för blåa skynken längs med en fönsterrand. När programmet sedan bytte kanal till NRJ gjordes studiodekoren om igen till att bli mer mörk och instängd i NRJ:s färger.